# Ероуз A18
Ероуз A18 е болид от Формула 1 с който отборът на Ероуз участва за сезон 1997. Управляван е от действащия по това време шампион Деймън Хил и Педро Диниз идвайки от „Лижие“ (преименуван на „Прост“).
A18 бе началото на нова глава в историята на отбора. С Том Уолкиншоу като директор на отбора, Ероуз преместиха своята база от Милтън Кийнс в Лийфилд. По-голяма част от тима остава от предната година, докато другите, заедно с Уолкиншоу, идват от Лижие.
Болидът е захранван с двигател Ямаха. Техния малък, безкомпромисен OX11A двигател бе нов и внушителен за началото на сезон 1996(тогава захранваше отбора на Тирел) но се оказа проблематичен по отношение на надежността. Двигателят бе създадена от компанията на Джон Джъд в Ръгби, Англия.
Началото на сезона не мина добре за отбора. И двамата пилоти изпитваха проблем след проблем. Хил не завършил нито едно състезание в 6 последователни кръга. Диниз финишира в Австралия на 10-а след трудна квалификация, но от Бразилия насам той също не е завършил състезание. Преди ГП на Канада, Франк Дърни създателя на A18 бе уволнен и сменен Джон Барнард като технически директор и това даде добър ефект с двойно финиширане за Хил и Диниз на пистата Монтреал. Това бе благодарение на факта че състезанието бе спряно заради инцидента на Оливие Панис. Хил взе и първите си точки на Силвърстоун. Тай почти имаше шанса за спечелване на ГП на Унгария, стартирайки на 3-та позиция и повеждайки по-голямата част от състезанието. Той трябваше да отстъпи позицията си от Жак Вилньов след повреда по компонентната връзка към газта. Все пак и втора позиция бе добър резултат. Диниз финишира пети на Нюрбургринг взимайки последните си точки за сезона.
Накрая тимът финишира на осма позиция при конструкторите с 9 точки.
След края на сезона Диниз остана при тима управляван от Уолкиншоу за още един сезон, докато Хил бе освободен преминавайки при отбора на Еди Джордан за 1998, като също така имаше и опция да се присъедени към отбора на Ален Прост която обаче бе отхвърлена.

## Резултати от Формула 1
| Година | Отбор | Двигател  | Гуми | Пилоти      | 1   | 2   | 3   | 4   | 5   | 6   | 7   | 8   | 9   | 10  | 11  | 12  | 13  | 14  | 15  | 16  | 17  | Точки | WCC |
| ------ | ----- | --------- | ---- | ----------- | --- | --- | --- | --- | --- | --- | --- | --- | --- | --- | --- | --- | --- | --- | --- | --- | --- | ----- | --- |
| 1997   | Ероуз | Ямаха V10 | Б    |             | AUS | BRA | ARG | SMR | MON | ESP | CAN | FRA | GBR | GER | HUN | BEL | ITA | AUT | LUX | JPN | EUR | 9     | 8-и |
| 1997   | Ероуз | Ямаха V10 | Б    | Деймън Хил  | DNS | 17  | Ret | Ret | Ret | Ret | 9   | 12  | 6   | 8   | 2   | 13  | Ret | 7   | 8   | 12  | Ret | 9     | 8-и |
| 1997   | Ероуз | Ямаха V10 | Б    | Педро Диниз | 10  | Ret | Ret | Ret | Ret | Ret | 8   | Ret | Ret | Ret | Ret | 7   | Ret | 13  | 5   | 13  | Ret | 9     | 8-и |